# Paul Barberot
Pour les articles homonymes, voir Barberot.
Paul Barberot, né le 26 octobre 1915 à Lyon (Rhône) et mort le 4 juillet 1997 à Viriat (Ain), est un homme politique français.

## Biographie
Entrepreneur de maçonnerie et assureur, conseiller municipal (1947), premier adjoint (1959), maire (1965) de Bourg-en-Bresse, conseiller général (1970) MRP puis Centre démocrate, Paul Barberot est battu par la gauche aux cantonales de 1976 et aux municipales de 1977.
Il est élu Député français de la 1re circonscription de l'Ain lors des Élections législatives de 1962, il est réélu en 1967, 1968, 1973. Il est finalement battu par le RPR Jacques Boyon aux Élections législatives de 1978.

## Détail des fonctions et des mandats
Mandats parlementaires
- 25 novembre 1962 - 2 avril 1967 : Député de la 1re circonscription de l'Ain
- 12 mars 1967 - 30 mai 1968 : Député de la 1re circonscription de l'Ain
- 30 juin 1968 - 1er avril 1973 : Député de la 1re circonscription de l'Ain
- 11 mars 1973 - 2 avril 1978 : Député de la 1re circonscription de l'Ain